# Подводный минный заградитель

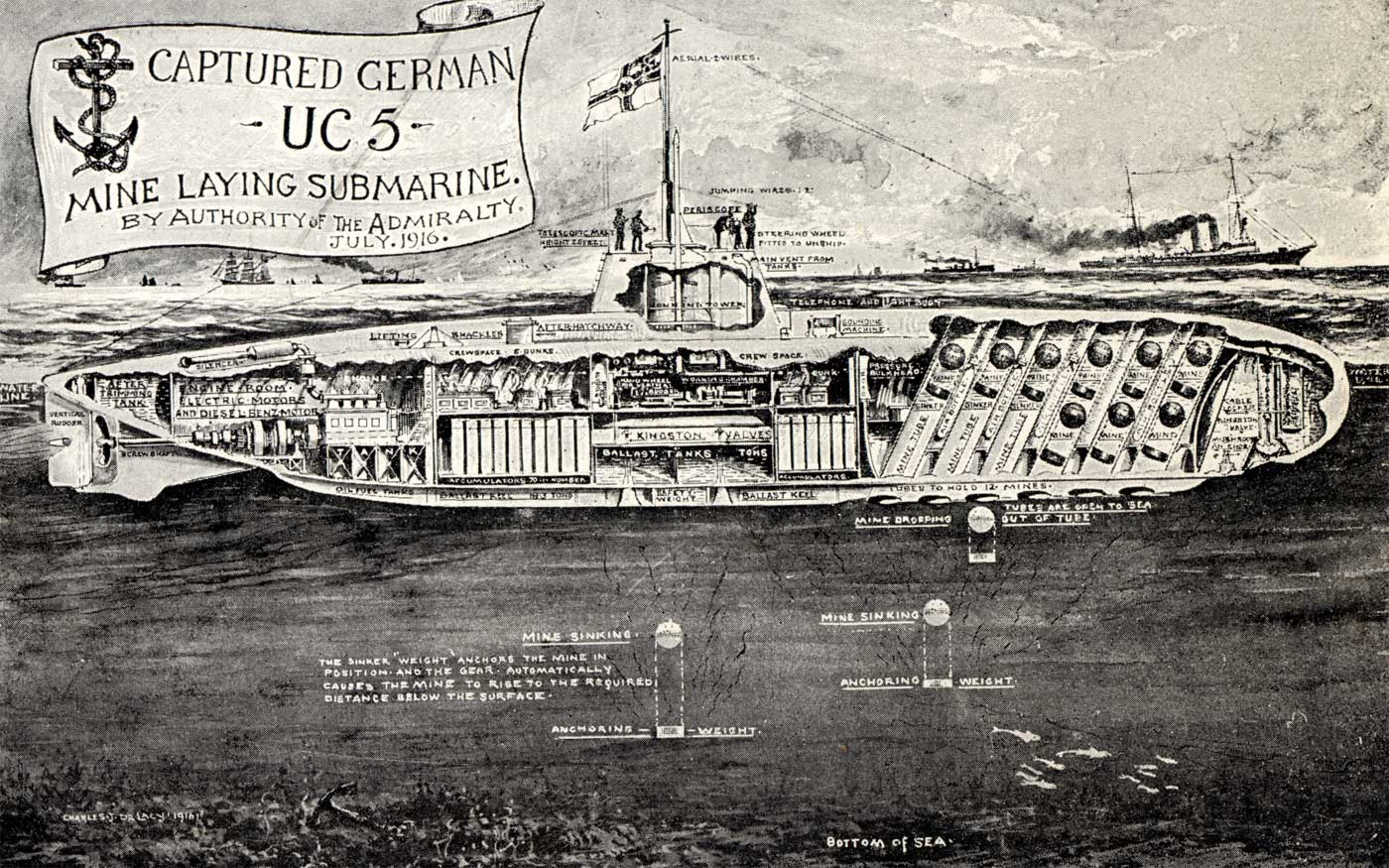
Британская открытка с захваченной немецкой подводной лодкой UC-5. В передней части корабля видны наклонные шахты с минами

Подводный минный заградитель — подводная лодка, основным предназначением которой является установка морских мин.

## Предпосылки к созданию
В силу особенностей использования морских якорных мин важнейшим фактором успеха минной постановки является сокрытие местоположения минного поля: если оно становится известным противнику, то он предпринимает ответные меры, такие как траление или изменение судоходных фарватеров. Надводные минные заградители, с успехом применяемые для выставления минных полей большой площади, где основное значение имеет количество мин и скорость их постановки, не подходили для минной войны на коммуникациях противника, тогда как подводные лодки, способные выставлять мины, могли бы скрытно минировать рейды противника, оживлённые протраленные охраняемые фарватеры, одним словом — кардинально расширяли тактику применения мин как средства борьбы с кораблями противника.
Особенно важное значение в будущих войнах должны иметь подводные заградители, могущие, благодаря невидимости, минировать море в непосредственной близости от неприятельской эскадрыВоенная энциклопедия Сытина, 1911 год

## История

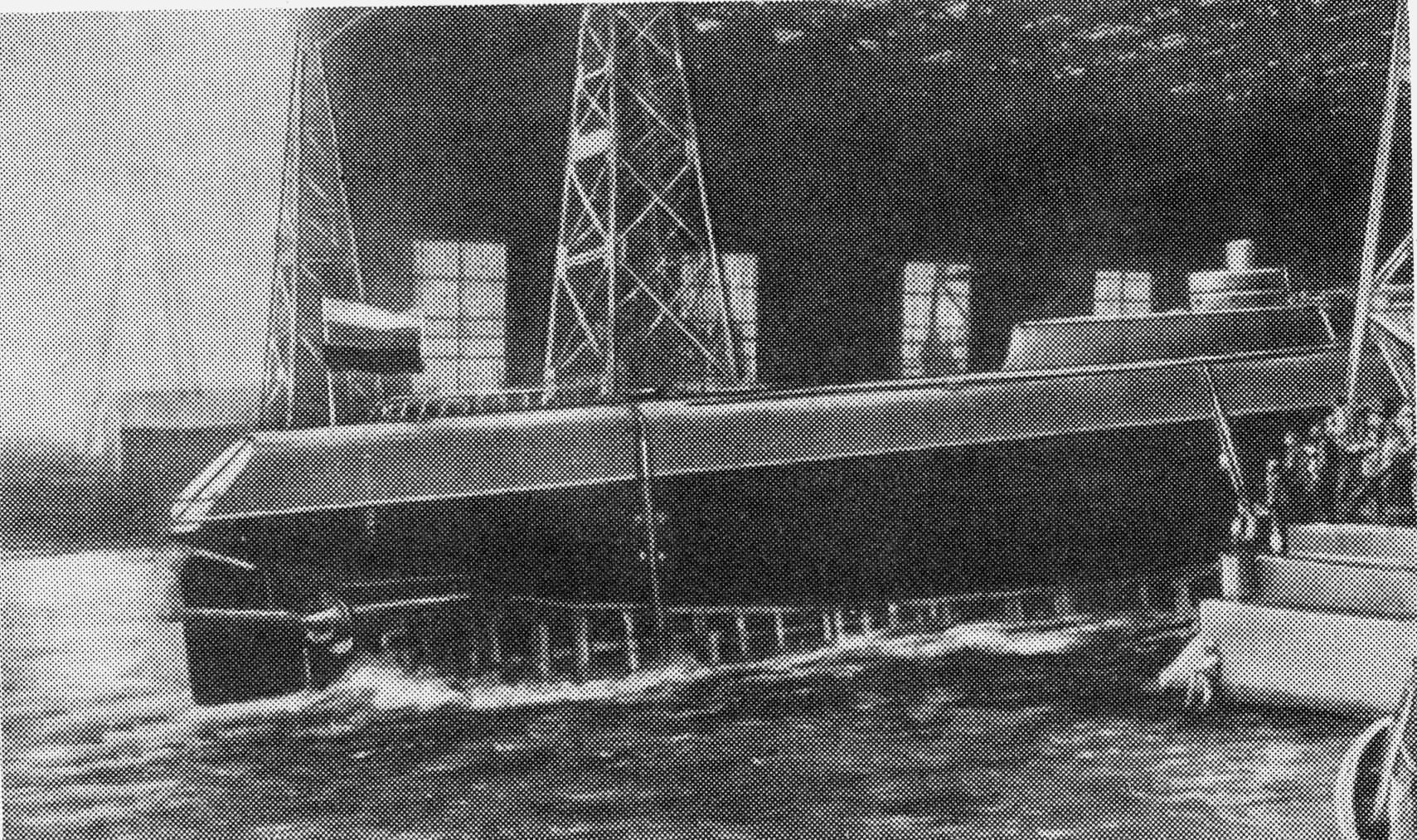
Спуск на воду подводной лодки «Краб» (Россия, 1912)

В начале XX века в связи с широким внедрением в подводном кораблестроении классической системы движения — двигатель внутреннего сгорания для надводного хода и электромотор для движения под водой, подводные лодки стали обладать достаточной дальностью для действия в районах, удалённых от мест базирования, и достаточным временем нахождения в подводном положении для осуществления скрытной минной постановки.
Первым воплотил идею подводной лодки с якорными минами российский инженер-железнодорожник Михаил Петрович Налётов. В 1904 году, участвуя в обороне осаждённого Порт-Артура он на свои средства построил подводную лодку водоизмещением в 25 тонн и несущую четыре мины. Подлодка прошла испытания с погружением на глубину 9 метров, но в боевых действиях участия не приняла и перед сдачей Порт-Артура была уничтожена. Однако, уже в 1906—1907 годах М. П. Налётов разрабатывает проект подводного минзага водоизмещением сперва 450, а затем — около 500 тонн. В 1909—1912 году в Николаеве была построена подводная лодка, получившая имя «Краб» и вошедшая в состав Черноморского флота. Во время Первой мировой войны «Краб» совершил несколько боевых походов с минными постановками, в том числе и около до Босфора. В 1915 году российская подводная лодка «Акула» погибла в Балтийском море, во время шторма потеряв остойчивость из-за расположенных на палубе мин.
В ходе Первой мировой войны в Германии строились несколько серий подводных минных заградителей, от малых типа UC, до океанских типа U-117. Подводная минная война была важной частью германской тактики морской блокады Великобритании.
В межвоенный период трофейные германские минные заградители входили в состав ВМС нескольких стран, изучался опыт их боевого применения и разрабатывались новые тактики. В годы Второй мировой войны активное использование подводных минных заградителей вели СССР, Германия, Великобритания, Франция, США и Италия. 
Уже в ходе войны начали появляться первые проекты мин для подводных лодок с постановкой через торпедные аппараты. После некоторого совершенствования конструкции каждая торпедная подводная лодка получила возможность осуществлять минные постановки, в связи с чем подводные минные заградители исчезли как класс. После Второй мировой войны строительство специализированных подводных минных заградителей прекратилось.

## Способы хранения мин

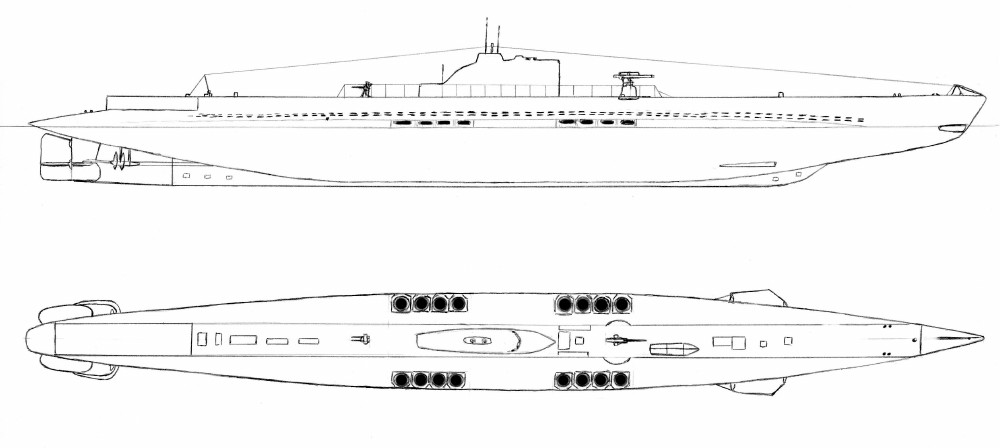
Французская подводная лодка типа «Сафир», чёрным отмечены минные шахты

В разных странах использовались отличающиеся способы хранения мин на подводной лодке.
- Мокрая система: мины размещались в вертикальных шахтах между прочным корпусом и лёгким корпусом подводной лодки. Взведение мин в боевое положение производилось в базе и не могло быть изменено после погрузки в шахты. При погружении шахты затапливались, мины находились в воде и испытывали полное внешнее давление. В случае атаки подводной лодки глубинными бомбами мины могли сдетонировать. Преимуществами такой системы являлось малое влияние мин на плавучесть лодки и возможность брать их большее количество на борт. Мокрая система использовалась во французском флоте.
- Полусухая система: мины находились в наклонных шахтах, затоплявшихся только непосредственно при постановке минного заграждения. Доступ к минам в походе при этом отсутствовал. Такие минные шахты были в немецком флоте.
- Сухая система: мины хранились в горизонтальных пусковых установках, встроенных в прочный корпус лодки. К минам имелся доступ во время похода, что позволяло проводить их обслуживание. Установка взрывателей могла производиться непосредственно перед минной постановкой, что увеличивало безопасность, но и повышало трудоёмкость. Такая система характерна для российского и советского флота.

## Представители

### Российская империя и СССР

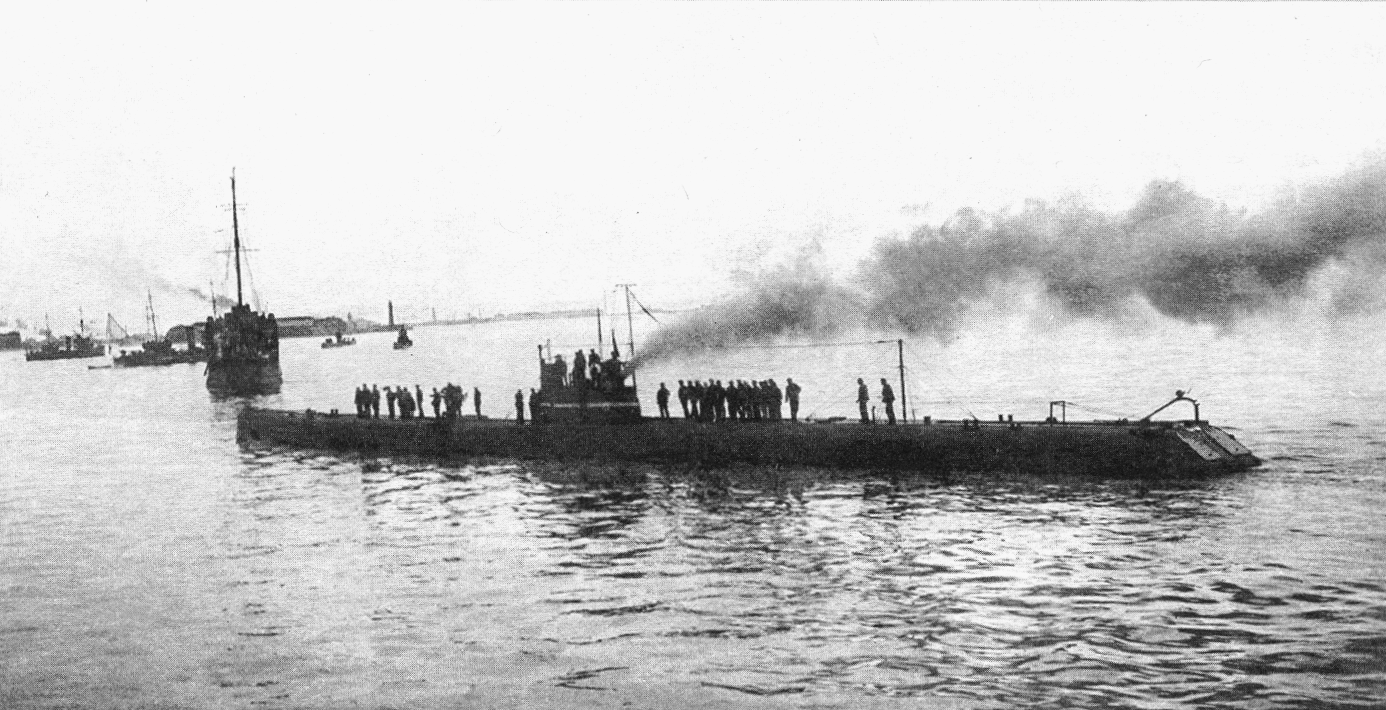
Подводная лодка «Ёрш», первая четверть XX века. На корме видны два люка для постановки мин

- «Краб» (1912 год) — первый в мире подводный минный заградитель.
- Подводные лодки типа «Барс» — три лодки этого проекта могли нести до восьми мин на палубе, две лодки, «Ёрш» и «Форель» переоборудовались в полноценные подводные минные заградители.
- Подводные лодки типа «Ленинец» — советский проект, в 1927—1941 годах построено 25 кораблей в четырёх сериях.
- Подводные лодки типа «Крейсерская» — эти подводные крейсера имели возможность нести 20 мин в специальном отсеке.

### Германия
- Подводные лодки типа UC — малые, многочисленные
- Подводные лодки типа U-117 — крупные, океанские
- Подводные лодки типа U-121
- Подводные лодки типа X

### Великобритания
- Подводные лодки типа X (Великобритания) — мини-субмарины
- Подводные лодки типа «Грампус»

### Франция
- Подводные лодки типа «Saphir»

### Италия
- Подводный минный заградитель «Пьетро Микка»
- Подводные минные заградители типа «Фока»
- Подводные лодки типа «Брагадин»

### Эстония
- Подводные лодки типа «Калев» — две подводные лодки британской постройки, в 1940 году вошли в состав флота СССР, приняли участие в Великой Отечественной войне.

### Япония
- Подводные лодки типа I-121 — фактически копия немецкой U-125 типа UE с измененными вооружением и конструкцией для установки охладителя.